# 朱盧庫利湖
朱盧庫利湖是俄羅斯的湖泊，由阿爾泰共和國負責管轄，長10公里、寬3.5公里，面積約30平方公里，最大水深7米，海拔高度2,200米，丘雷什曼河的發源地位於該湖西北5公里。